# Paropamisaden

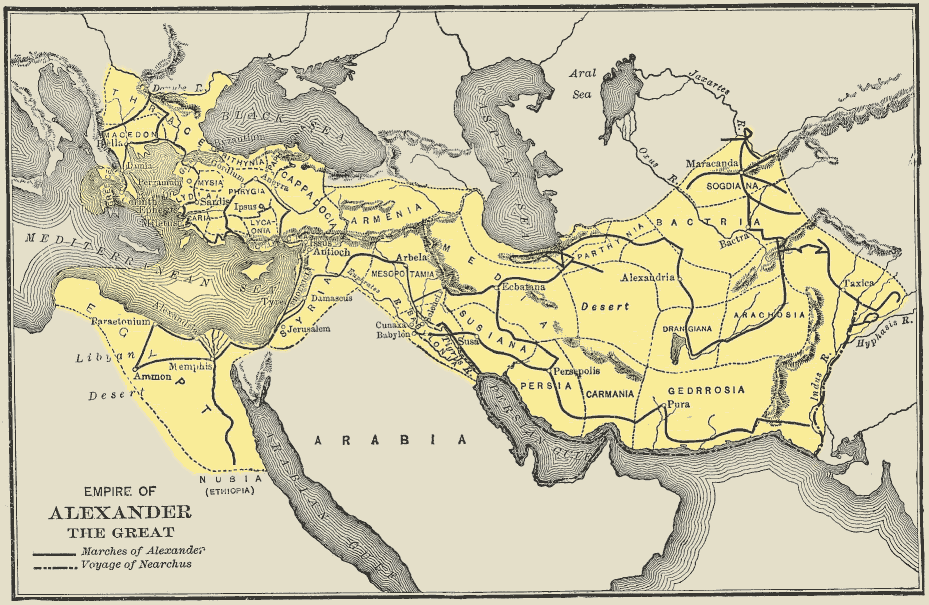
Das Alexanderreich und seine administrative Gliederung. Die hier nicht namentlich gekennzeichnete Provinz Paropamisaden wird von Arachosien im Süden und Baktrien im Norden umgrenzt.

Paropamisaden oder Paropamisadai war eine historische Landschaft im Altpersischen Reich der Achämeniden und eine Provinz im Alexanderreich. Geographisch umfasste sie das Gebiet des zentralasiatischen Hochgebirges des Hindukusch um das heutige Kabul in Afghanistan. Der Hindukusch war den antiken Griechen unter dem Namen „Paropamisos“ (altgriechisch Παροπαμισσός bzw. Παροπάμισος) bekannt, der sich vom persischen Wort uparisena ableitete, was so viel wie „der Gipfel, den der Adler nicht überfliegen kann“ bedeutet. Umgrenzt wurde die Provinz von den Regionen Arachosien im Süden und Baktrien im Norden.
Der Hindukusch wurde von Kyros II. in der Mitte des 6. Jahrhunderts v. Chr. dem persischen Reich einverleibt. Er besaß zur Beherrschung Zentralasiens einen hohen strategischen Stellenwert, da über seine Pässe nach Norden die Provinzen Baktrien und Sogdien, sowie nach Osten über den Chaiber-Pass das Industal erreichbar sind. In der administrativen Ordnung des Perserreichs bildete der Hindukusch offenbar keine eigene Satrapie, da er in den Provinzlisten nicht aufgeführt wird. Er war wahrscheinlich dem Satrapen von Gandhara unterstellt. In der späteren Achämenidenzeit war die persische Herrschaft dort aber, wie im Industal, verschwunden. Erst Alexander der Große richtete nach seiner ersten Überschreitung des Hindukusch im Frühjahr 329 v. Chr. die Provinz Paropamisaden als Satrapie für seinen Schwiegervater Oxyartes ein, sich der strategischen Bedeutung dieser Region wohl bewusst. 327 v. Chr. marschierte er über den Chaiber-Pass nach Indien weiter. Nach dem Tod Alexanders endete die makedonische Herrschaft. Nach dem Scheitern der Rückeroberung der indischen Gebiete trat Seleukos I. u. a. die Paropamisaden an den indischen Herrscher Chandragupta Maurya ab. 
Urbanes Zentrum der Hindukusch-Region zur Perserzeit war Kabura, das heutige Kabul. Alexander gründete allerdings eine eigene Stadt als Provinzhauptstadt für Paropamisaden, Alexandria Kaukasis („am Kaukasus“), die er mit griechisch-makedonischen Kriegsinvaliden seines Heeres, griechischen Söldnern und Schutztruppen besiedeln ließ. Eine zweite Stadtgründung hieß Nikaia am Fluss Kophen (Kabul), deren exakte Identifizierung noch nicht ermittelt ist.
Der allgemeinen Unkenntnis der antiken Griechen über die geographische Beschaffenheit der eurasischen Landmasse folgend, stellte der Hindukusch/Paropamisos für die Zeitgenossen Alexanders die östliche Erweiterung des Kaukasusgebirges dar, an dem ihrer Mythologie folgend der Titan Prometheus angekettet wurde, nachdem er den Menschen das Feuer gebracht hatte. Gemäß den Berichten antiker Geschichtsschreiber hatten Alexander und seine Gefährten tatsächlich geglaubt, in den Bergen des Paropamisos den Ort der Bestrafung des Prometheus entdeckt zu haben, ganz im Geist der allgemeinen historischen Distanzlosigkeit ihrer Zeit folgend, in der die Götter und Titanen reelle Akteure ihrer Vorzeit waren. Auch hätten sie den Horst des Adlers Aithon, der Prometheus jeden Tag die Leber aushackte, und die Höhle des Titanen samt seinen Ketten gefunden, von denen Herakles ihn schließlich befreit hatte. Diese Behauptungen wurden von Eratosthenes heftig kritisiert, der den schreibenden Gefährten Alexanders eine bewusste Missinterpretation der Geographie Asiens (Hindukusch = Kaukasus) vorgeworfen hat, um der Ruhmsucht Alexanders zu schmeicheln, der sich gern im Wettstreit mit den Göttern und Heroen gesehen habe. Arrian sah dies weit weniger kritisch.
Nach Alexanders Tod fiel Paropamisaden in den Diadochenkriegen 316 v. Chr. unter die Oberherrschaft des Antigonos Monophthalmos, dann 309 v. Chr. unter jene des Seleukos, dem Begründer des Seleukidenreichs. Dieser trat Paropamisaden im Jahr 303 v. Chr., einschließlich der Provinzen Gedrosien, Arachosien und Gandhara, an den indischen König Chandragupta (griech. Sandrokottos) und sein Mauryareich im Tausch für 500 Kriegselefanten ab. Im fernen Osten verblieben bei den Seleukiden nur noch die Provinzen Baktrien und Sogdien, die sich etwas später als Griechisch-Baktrisches Königreich verselbständigten. Antiochos III. überschritt bei seiner Anabasis zwar den Hindukusch, schloss aber mit dem lokalen Herrscher Sophagasenos einen Freundschaftsvertrag und zog wieder ab. Erst im Gefolge der Eroberungszüge des gräko-baktrischen Königs Demetrios I. kam die Region wieder unter griechischen Einfluss und wurde eines der Zentren gräkoindischer Reiche und Fürstentümer.